# 猛禽類医学研究所
猛禽類医学研究所（もうきんるいいがくけんきゅうじょ）は、環境省釧路湿原野生生物保護センター内に位置する野生鳥類のための動物病院。主に野生の猛禽類の保護を行っている。

## 概要
環境省の委託で怪我を負った野生鳥類を治療し、リハビリテーションや野生復帰に向けた訓練を行い放鳥している。

運び込まれる野生鳥類の傷病原因は自動車との衝突、鉄道事故、送配電線での感電、鉛弾の破片による鉛中毒等ほとんどが人間の活動によるものである。
野生復帰が困難な個体は、繁殖や展示のために動物園に預けられたり、終生飼育個体として研究所で飼育されたりしている。

## 終生飼育個体
重度の後遺症等でリハビリ後も野生復帰が叶わない個体を飼育しており、2022年1月時点で三十数羽。
猛禽類医学研究所では、終生飼育個体にも「生きる意味」を見出したいとしており、輸血ドナーや放鳥予定個体の野生復帰訓練、事故防止用器具の開発・検証に役立っている。
環境省の保護増殖事業には終生飼育個体の飼育管理にかかる費用は含まれておらず、本来傷病動物の治療に使う予算から捻出していたが、獣医療の質を保つため、2016年4月に終生飼育個体全てを環境省の事業対象から切り離した。以降、飼育管理費は環境調査などで独自調達し、不足分を漁業者や養鶏農家の協力により賄っている。

### シマフクロウのちび
2011年春に、ちびは十勝振興局管内の繁殖地に設置した巣箱の中で見つかった。この巣箱は環境省のシマフクロウ保護増殖事業により設置されたもので、研究のためにカメラが設置されていた。普通のヒナは1日で孵化するが、ちびは3日もかかり、先に生まれた雛に比べて発育が遅く、その雛が巣立つ頃になっても成長度合いが改善しなかった。親鳥がしっかり餌を与えていたため研究者たちは見守っていたが、やがて体重や活動性が低下し、血液検査で栄養不良や貧血が見られたため、2011年6月10日、環境省釧路湿原野生生物保護センターに保護された。
成育異常が栄養不良によるものであれば、改善後に親元に戻すつもりだった。保護されてから数日間、ちびは親鳥のものと思ったのか夜になるとリハビリ中のシマフクロウの鳴き声に応えるように鳴き続けた。職員は飲み込みやすいように小さく切った魚を与えて栄養改善に努めたが、全体的に成長が芳しくなく、正常な幼鳥より一回りほど小さいまま成長が止まった。ちびは体の右側が小さく左右非対称であり、脳神経の異常が疑われた。フクロウは距離を測るために首を傾げるが、ちびはあまりにも傾げすぎて上下逆さまになってしまい、また、見慣れないものがあったりして大きなストレスがかかると頭がどんどん傾く。てんかんのような神経異常もあった。「これでは自分で餌も獲れないし、危機回避能力がない」ーー野生復帰は難しいと判断されたちびは、猛禽類医学研究所で終生飼育されることになった。
ちびは病気の発作を抑えるためにも人間との共同生活に慣れる必要があり、人を怖がらないよう特別な訓練を受けた。遺伝的に問題がある個体は繁殖に適さず、天然記念物のため安楽死させることはできない。「ちびに生きる意味を与えるには……。」ちびの周りの人々は考えた。
シマフクロウは生息域が限られ、当時北海道に140羽ほどしか生息していなかった。「シマフクロウの保護には多くの人の理解と協力が必要だ。」ーーシマフクロウを守るためにはまずその存在を知ってもらう必要があり、ちびを通してシマフクロウを守るために何をしたらよいか考えるきっかけにしてもらいたい。環境省はこれを認め、ちびは人間の世界とシマフクロウを繋ぐ親善大使に任命された。
ちびは親代わりの渡辺獣医師とともに北海道各地の講演に出かけ、2013年にはテレビの生放送に出演した。渡辺獣医師は「ちびと一緒に講演に行くとインパクトが大きく、ただ話すのとは反応が違う」と語った。
| 年度 | 件数 | 活動                                             |
| ---- | ---- | ------------------------------------------------ |
| 2012 | 1    | - 6月 - 釧路エコフェア                           |
| 2013 |      | - 6/8 - 釧路エコフェア - 6/21 - 北海道テレビ放送 |
| 2014 | 8    |                                                  |
| 2015 | 5    |                                                  |
| 2016 | 2    |                                                  |
| 2017 |      |                                                  |
| 2018 |      |                                                  |
| 2019 |      |                                                  |

初めは人に触られてびくびくしており、渡辺獣医師は「子供に触られる時耐えている」と感じていたが、2回目の講演では「前よりもっと余裕があり、触られても許容している」と感じた。週刊新潮によると、講演を重ねるうち、威風堂々として風格が出てきたと評判になったそうだ。
2019年8月下旬から食欲不振などの体調不良がみられた。日に日に反応の鈍麻化や瞳孔散大などの神経症状が顕著となり、2019年9月4日の夕方、渡辺獣医師に看取られ亡くなった。

## 調査・研究
放鳥の際に衛星送信機を装着しておりラジオテレメトリーによる追跡調査をおこなっている。
また、収容された死体の病理解剖等を行い、死因解明に努めている。

## 環境への取り組み
野生鳥類の事故防止器具の開発や、発生原因の究明を行っている。開発には終生飼育個体のワシが利用されている。

### バードチェッカー
猛禽類医学研究所では、大型猛禽類の構造物への止まり方を見ることで感電事故の発生メカニズムを研究しており、電力会社と共同で感電防止器具「バードチェッカー」を開発し、道内約2500カ所の電柱に設置されている。

### 交通事故防止
交通事故で搬入された個体を調査し、道路の横断や橋梁の利用、轢死体を食べに行こうとするといった事故原因を特定。事故防止のため、橋梁にポールを設置することで鳥を高所に回避させたり、危険箇所に止まらせない器具を考案している。

### 鉄道事故防止
電車に轢かれた鹿の死体が線路脇に放置され、食べようとして集まった鳥が後続列車にひかれる事例が多発している。そのため、シカの死骸をシートで覆い、終生飼育個体の反応を見る実験も行っている。

### 風車との衝突事故
2004年頃から2017年までに発見されているだけでも46羽のオジロワシが風車と衝突して死亡しており、原因究明や防止策開発のため、オジロワシの視認性試験を行っている。

## 活動資金
過去に何度かクラウドファンディングを行っている。
2021年のクラウドファンディングでは1696人の支援者から2816万円を集め、飼育環境の整備や傷病個体を搬送する自動車の更新などに活用した。
2022年のクラウドファンディングでは第一目標額の1000万円を上回る約3600万円の支援が集まった。
集まった支援金は老朽化した医療機器の買い替え、終生飼育個体の飼育費用、放鳥する個体の追跡機器に充てる予定。